# Nikola Vudrag
Nikola Vudrag (Varaždin, 1989.) hrvatski je kipar.

## Životopis
Rodio se u Varaždinu. Poslije osnovne škole upisao je Školu za dizajn, tekstil i odjeću u Drugoj gimnaziji Varaždin, a potom, iste godine, Akademiju primijenjenih umjetnosti, smjer Likovne pedagogije na Odjelu slikarstva. Potom se prebacio na Akademiju likovnih umjetnosti u Zagrebu, Odjel kiparstva, smjer Male plastike i medaljarstva. Od 2009. godine član je Likovne udruge Varaždin. Izlagao u Hrvatskoj i u inozemstvu.
Bavi se suvremenim kiparstvom, često se referirajući na klasičnu umjetnost. Veću medijsku pozornost dobio je prilikom prikaza svojih odbijenih idejnih rješenja za skulpturu Franje Tuđmana.

## Galerija
- Predrag Keros
- Dekanski park Zagreb

## Vanjske poveznice
- http://www.vecernji.hr/moj-kvart/izrada-medalje-jednako-zahtjevan-posao-kao-i-njeno-osvajanje-599563
- http://playboy.hr/2016/04/art-macht-frei/  Arhivirana inačica izvorne stranice od 14. rujna 2016. (Wayback Machine)
- http://www.remek-djela.com/aktivnosti/nikola-vudrag/nikola-vudrag.html  Arhivirana inačica izvorne stranice od 12. kolovoza 2016. (Wayback Machine)